# Christoph 62
Christoph 62 ist der Funkrufname des Rettungshubschraubers der DRF Luftrettung, der für die Luftrettung in Ostsachsen zur Verfügung gestellt wurde.

## Station, Einsatz und Besetzung
Der Hubschrauber ist im Luftrettungszentrum Bautzen auf dem Flugplatz Bautzen stationiert. Er ist täglich rund um die Uhr in Einsatzbereitschaft. Er wird von der Integrierten Regionalleitstelle Ostsachsen in Hoyerswerda zu Rettungseinsätzen mit Notarztindikation alarmiert, wenn ein Notarzteinsatzfahrzeug (NEF) nicht rechtzeitig zur Verfügung steht oder die Art der Verletzung den Transport eines Patienten mittels Hubschrauber erforderlich macht. Für Intensivtransporte wird er von der Koordinierungsstelle für Verlegungsflüge des Freistaates Sachsen in Dresden alarmiert.
Bei seinen Einsätzen ist Christoph 62 mit einem Piloten der DRF Luftrettung, einem Notarzt der Städtischen Kliniken Dresden und einem Notfallsanitäter der Städtischen Kliniken Dresden, Berufsfeuerwehr Dresden oder des DRK Bautzen besetzt. Dabei arbeiten grundsätzlich fünf feste Piloten, rund zehn Notärzte und sieben Notfallsanitäter im Wechsel, um eine ständige Alarmbereitschaft zu garantieren. Die Notfallsanitäter gehören zur Hubschrauberbesatzung (HEMS Technical Crew Member) und unterstützen den Piloten im Bereich der Kommunikation und Navigation, während der Notarzt juristisch gesehen ein Passagier ist.

## Geschichte
Der Luftrettungsstandort Bautzen am Flugplatz Bautzen wurde am 1. September 1998 in Betrieb genommen.
Zu Beginn des Jahres 1998 erteilte das Sächsische Staatsministerium des Inneren der Elbe Helicopter den Auftrag, den Stationsstandort Dresden durch ein neues Luftrettungszentrum in Bautzen zu ersetzen. Zunächst wurde der Betrieb mit Primär- und Sekundärflügen in der Landespolizeischule Sachsen aufgenommen. Da die meisten Verlegungsflüge bisher von Dresden aus geführt wurden, war der Standort in Bautzen lange Zeit umstritten.
Diese Zweifel konnten durch die Einsatzzahl von 239 Primäreinsätzen im ersten Jahr in Bautzen beseitigt werden.
Am 1. September 2000 wurde das seit 1999 gebaute neue Luftrettungszentrum in Betrieb genommen. Nach der Übernahme der Elbe Helicopter durch den ADAC im Jahr 2002 wurden auch das gesamte Personal und die Hubschrauber MBB/Kawasaki BK 117 und Bo 105 übernommen. Seit 2002 werden auch Bergrettungseinsätze mit Fixtau in der Sächsischen Schweiz und im Zittauer Gebirge durchgeführt. Dabei kam der Rettungshubschrauber im Jahr 2003 zwölfmal zum Einsatz. 2002 unterstützte der Christoph 62 dann auch die Dresdner Rettungsteams beim Hochwassereinsatz. Zum 1. April 2012 übernahm die ADAC Luftrettung den Betrieb von der Elbe Helicopter.
Im August 2018 wurde bekannt, dass die DRF Luftrettung im Rahmen der turnusmäßigen Neuausschreibung und Vergabe der Luftrettung im Freistaat Sachsen, ab Januar 2019 die Luftrettung in der Oberlausitz übernehmen und somit die ADAC Luftrettung als Betreiber des Christoph 62 ablöst. Dies geschah im Januar 2019 planmäßig.
Im Rahmen der COVID-19-Pandemie in Deutschland wurde am LRZ Bautzen im Dezember 2020 ein zusätzlicher Rettungshubschrauber des Typs EC135 unter dem Rufnamen Christoph 114 in Dienst gestellt. Diese Maschine soll für freie Kapazitäten bei Christoph 62 im Bereich der Notfalleinsätze sorgen. Die geräumigere H145 soll in erster Linie für notwendige Verlegungen von COVID-19-Patienten eingesetzt werden.
Im Juli 2023 wurde die Einsatzmaschine vom Typ H145 D-2 durch eine H145 D-3 ersetzt. Vorteile gegenüber der H145 D-2 mit Vierblattrotor sind eine etwas geringere Leermasse, ein gesteigerter Auftrieb sowie ein ruhigeres Flugverhalten. Die Maschine bietet damit bei gleicher Leistung eine um 150 kg höhere mögliche Nutzlast.

## Einsatzstatistik
| Jahr     | 2002 | 2003 | 2004 | 2005 | 2006 | 2007 | 2008 | 2009 | 2010 | 2011 | 2012 | 2013 | 2014 | 2015 | 2016 | 2017 | 2018 | 2019 | 2020 | 2021 | 2022 |
| Einsätze | 851  | 868  | 824  | 841  | 845  | 888  | 925  | 938  | 974  | 1007 | 1097 | 1040 | 1060 | 1259 | 1169 | 1070 | 1059 | 1396 | 1527 | 1439 | 1660 |

## Sonstiges
Der Name Christoph geht auf den heiligen Christophorus zurück, den Schutzpatron der Reisenden. Nach ihm tragen alle deutschen Rettungshubschrauber den BOS-Funk-Rufnamen Christoph, gefolgt von einer Nummer bei Rettungshubschraubern und einer Bezeichnung zum Standort bei Intensivtransporthubschraubern.